# Åh, vilken skiva!
Åh, vilken skiva! är Eva Eastwood's tionde album utgivet 18 april 2012.
Albumet nådde en 2:a plats på den svenska försäljningslistan.

## Låtlista
| Nr           | Titel             | Längd |
| ------------ | ----------------- | ----- |
| 1.           | Vill & vill inte  | 2:52  |
| 2.           | Inte alls som dom | 3:27  |
| 3.           | I väntan på dig   | 3:04  |
| 4.           | Åh Peter          | 2:39  |
| 5.           | I drömmens land   | 3:03  |
| 6.           | Åh vilken skiva   | 2:57  |
| 7.           | Krama mig         | 2:18  |
| 8.           | Det går inte över | 2:47  |
| 9.           | Bekymmer bekymmer | 2:29  |
| 10.          | Ös med klös       | 3:45  |
| 11.          | Amors pilar       | 3:11  |
| 12.          | Sorgliga filmer   | 3:26  |
| Total längd: | Total längd:      | 35:58 |

## Listplaceringar
| Lista (2012) | Topplacering |
| ------------ | ------------ |
| Sverige      | 2            |

### Fotnoter
1. ↑  ”Listplacering”. Hitparad. 1 mars 2012. http://hitparad.se/showitem.asp?interpret=Eva+Eastwood+%26+The+Major+Keys&titel=%C5h%2C+vilken+skiva%21&cat=a. Läst 1 maj 2012.